# فقط برای تو (فیلم)
فقط برای تو (انگلیسی: Just for You) فیلمی در ژانر موزیکال به کارگردانی الیوت نیوجنت است که در سال ۱۹۵۲ منتشر شد. از بازیگران آن می‌توان به بینگ کرازبی، ناتالی وود و جین وایمن اشاره کرد.